# 钝叶短柱茶
钝叶短柱茶（学名：Camellia obtusifolia）为山茶科山茶属的植物。分布在中国大陆的福建、广东、江西、浙江等地，目前尚未由人工引种栽培。